# Arnim Juhre
Arnim Juhre (* 6. Dezember 1925 in Berlin; † 28. September 2015 in Wuppertal) war ein deutscher Schriftsteller, Dichter und Liedtexter.

## Leben
Arnim Juhre war nach der Rückkehr aus britischer Kriegsgefangenschaft zunächst freier Schriftsteller. Von 1962 bis 1969 arbeitete er als Autor und Redakteur beim Evangelischen Rundfunkdienst in Berlin, von 1969 bis 1975 als Verlagslektor in Wuppertal. Von 1976 bis 1977 war er verantwortlicher Redakteur beim evangelischen Wochenblatt „Sonntagsgruß“ in Saarbrücken. Es folgte ab 1977 eine Tätigkeit als Verlagslektor und von 1982 bis 1990 als Literaturredakteur beim Deutschen Allgemeinen Sonntagsblatt in Hamburg, für dessen Redaktion er auch nach dem Eintritt in den offiziellen Ruhestand als „ständiger Kulturkorrespondent“ tätig war. Seit 1998 lebte er als freier Schriftsteller in Wuppertal. Er war der Autor von Theaterstücken, Erzählungen, Dramen, Essays, Hörspielen, Gedichten und Liedtexten, vor allem in der Kategorie Neues Geistliches Lied, die Eingang in viele Gesang- und Liederbücher gefunden haben. Sein Oratorium „Eines Tages müssen wir die Wahrheit sagen“ zum Reichstagsbrand 1933 wurde während der EXPO 2000 uraufgeführt. Er erhielt ein Jahres-Stipendium der Carl-Bertelsmann-Stiftung (1955/56) und den Nikolaus-Lenau-Lyrikpreis, Esslingen (1994). Er war Mitglied im Verband deutscher Schriftsteller (1969), im Autorenkreis Ruhr-Mark (1969) und in der Europäischen Autorenvereinigung Die Kogge (1975) sowie im PEN-Zentrum Deutschland und der Textautoren- und Komponistengruppe TAKT. Auf Initiative Juhres stiftete die Evangelische Akademie Tutzing den im Jahr 1984 erstmals vergebenen Marie Luise Kaschnitz-Preis.

## Werke

### Bücher (Auswahl)
- mit Friedrich Werner: Mit Glasfedern schreiben: 14 Kurzgeschichten und ein Nachwort. NordPark, Wuppertal 2013, ISBN 978-3-935421-91-1 (= Die besonderen Hefte).
- Largo: ein Poem und 40 Gedichte. Strube, München 2007, ISBN 978-3-89912-111-7 (= VS-Edition 9064).
- Die Ungeborenen schlagen Alarm. Gedichte – Psalmen – Lieder. Strube. München 2003, ISBN 3-89912-051-5 (= VS-Edition 9038).
- Frieden will geboren sein. Advents- und Weihnachtsgedichte.  LVH, Hannover 2001, ISBN 3-7859-0852-0.
- Wie Salomo nach Leipzig kam Evangelische Verlags-Anstalt (1997)
- Mensch Micha Lutherische Verlags-Gesellschaft (1995)
- Singen auf bewegter Erde Quell-Verlag, (1990)
- Weihnachtsnachrichten Quell-Verlag, (1988)
- Wer schlug den Funken aus dem Stein Evangelische Verlags-Anstalt (1987)
- Der Schatten über meiner Hand Radius-Verlag, (1984)
- Geboren auf dieser Erde Kerle, (1982)
- Über den Kirchen-Tag hinaus Lutherisches Verlagshaus, (1981)
- Wir stehn auf dünner Erdenhaut Lutherisches Verlagshaus, (1979)
- Für ökumenische Solidarität Jugenddienst-Verlag, (1976)
- Singen um gehört zu werden Jugenddienst-Verlag, (1976)
- Thema Die Stadt Hammer, (1975)
- Damals, als Jesus geboren war Christophorus-Verlag Herder, (1974)
- Angst Hammer, (1974)
- Weil wir von Hilfe leben Jugenddienst-Verlag, (1974)
- Revolution und Liebe, Liebe und Revolution Hammer, (1973)
- Gewalt Hammer, (1972)
- Tod in der Gesellschaft (1971)
- Die Reise nach Bethlehem Gütersloher Verlagshaus G. Mohn, (1969)
- Strömungen unter dem Eis Hammer, (1968)
- Thema Frieden Hammer, (1967)
- Die Reise nach Bethlehem Gütersloher Verlagshaus G. Mohn, (1967)
- Spiele für Stimmen Jugenddienst-Verlag, (1965)
- Die Nacht vergeht Gütersloher Verlagshaus G. Mohn, (1964)
- Die Arbeiter im Weinberg Verlag Junge Gemeinde Schwinghammer, (1964)
- Die Nacht vergeht Gütersloher Verlagshaus G. Mohn, (1963)
- Das Salz der Sanftmütigen Steinkopf Verlag, (1989)
- die hundeflöte. gedichte. Wolfgang Fietkau Verlag, Berlin 1962 (Schritte 6).
- Freundschaft mit Hamilton Kaufmann, 1962, 1.–4. Tsd.
- Das Spiel von der Weißen Rose Kaiser, München / Quell, Stuttgart 1958, DNB 367454467 (= Junges Spiel; Sondernummer Dezember 1958).

### Liedtexte (Auswahl)
- Manchmal kennen wir Gottes Willen (Text: Kurt Marti/Arnim Juhre – Musik: Felicitas Kukuck) EG 642 Carus-Verlag
- Damals, als Jesus geboren war (1967; Musik: Herbert Beuerle)
- Zu Ostern in Jerusalem (1968; Musik: Karl Wolfgang Wiesenthal) Die Mundorgel
- Ich hab die Faser nicht gesponnen (1979; Musik: Fritz Baltruweit)
- Es ist noch nicht entschieden, wohin die Erde rollt (1979) (Musik: Nis-Edwin List-Petersen 1979) (Musik: Franz Anstedt 1979)
- Wenn die Propheten den Zögernden zu essen geben (1979) (Musik: Nis-Edwin List-Petersen 1979)
- Es ward ein Kind geboren (1982) (Musik: Joachim Schwarz 1982) (Musik: Nis-Edwin List-Petersen 1982)
- Eines Tages müssen wir die Wahrheit sagen Oratorium zum Reichstagsbrand 1933 (2000; Musik Lothar Graap 2000)